# Nacionalna fronta oslobođenja Moro
Nacionalna fronta oslobođenja Moro (eng. Moro National Liberation Front, skraćeno MNLF) pobunjenička je skupina koja djeluje na području Filipina osnovana 1971. Nastala je iz Muslimanskog pokreta neovisnosti, koji je zbog terorističkih napada ugašen 1970-ih, te se nastavila boriti za neovisnost Bangsamoroa i Mindanaoa. Iako je po svojoj strukturi teroristička organizacija s ciljem islamizacije inače pretežito katoličkih Filipina, skupinu službeno novčano pomaže i potiče država Malezija. Unatoč tome što se bori za islamizaciju Mindanaoa, Moro se bori protiv Islamske države i novčano potpomaže borbu protiv nje.
Moro je 1996. sporazumom s filipinskom vladom (uz uvjet prestanka terorističkih djelovanja) iznudio proglašenje Autonomne regije Muslimanski Mindanao, na područjima gdje u broju stanovništva viši (ili jednak) udjel ima islamska vjerska manjina. Za guvernera regije bio je postavljen Nur Misuari, jedan od osnivača Moroa, ali je zbog vala nasilja nad katolicima i žestokih prosvjeda protiv filipinske vlasti simjenjen s te dužnosti u studenom 2001., nakon čega je nakratko pobjegao u Maleziju gdje nije uspio dobiti politički azil. Nakon toga, vraćen je u Filipine, gdje mu se sudilo za počinjene zločine.